# Assoro
Assoro (Àsaru o Àsiru in siciliano) è un comune italiano di 4 748 abitanti del libero consorzio comunale di Enna in Sicilia.

## Geografia fisica
Il comune dista 29 km da Enna, è situato nel nord-est della provincia sui monti Erei. L'altitudine del comune parte dai 254 m s.l.m. della stazione di Dittaino, per arrivare a S. Caterina (840 m), e alla Torre (906 m). Il comune è attraversato dal fiume Dittaino, formato dai due rami del Tavi-Bozzetta, con gli affluenti del Rassuara/Murra, Orto Nocelle. Nella zona sono stati individuati giacimenti di zolfo, alabastro e salgemma. Vi sono quattro principali sorgenti pubbliche: Acquanuova, Buffa, S. Giorgio e Rassuara, ed altre minori tra le quali Gallizzi, Fontana Amara e Zubbia.
La Città vecchia (dal "Ryto" al "Piano della Corte") ebbe vita dal 1000 a.C. al 1000 d.C. La Città nuova, situata sulla roccia del Monte la Stella, dal 1169. Negli ultimi tempi si assiste ad ritorno alla vecchia città (Piano della Corte).

### Flora e fauna
La vegetazione arborea è costituita dal mandorlo, dall'ulivo, da querce, olmi, carrube e agrumi. Oltre i vigneti abbiamo il frumento, la fava e l'orzo.
Le specie animali che si trovano in prevalenza sono i bovini, gli equini, gli ovini, i suini, e gli animali da caccia: conigli, lepri e pernici; più rare le quaglie, i piccioni, i gufi, i falchi, i corvi, le cornacchie, le gazze e i cuculi. Abbondano infine passeri, galline e merli.

## Storia

### Antichità
Secondo lo storico Apollodoro, (II secolo a.C.), fin dall'antichità Assoro avrebbe formato una federazione fra tre diversi popoli. I tre monti rappresentano i primi popoli: Sicani, Sicheli ed Elimi. La vetta più alta fu chiamata Monte la Stella.

### Simboli

Stemma in uso

Lo stemma civico risulta concesso con regio decreto del 13 agosto 1932:
Non vi è però cenno delle relative regie lettere patenti e il decreto non risulta sul sito dei fascicoli comunali dell'Ufficio araldico presso l'Archivio Centrale dello Stato. Il Comune ne usa una versione con il fondo argento e non azzurro e il motto Assorini Viri Fortes et Fideles. Lo scudo riprenderebbe quello dei Benedettini di Catania, signori di Assoro per circa un millennio mentre il motto sarebbe ripreso da Cicerone che così nelle Verrine si riferiva agli assorini per la loro vittoriosa lotta contro il pretore romano Gaio Licinio Verre che intendeva impadronirsi della preziosa statua del dio Chrisas presente nel locale tempio.
Il gonfalone è un drappo d'azzurro.

## Monumenti e luoghi d'interesse

### Architetture civili
- Castello

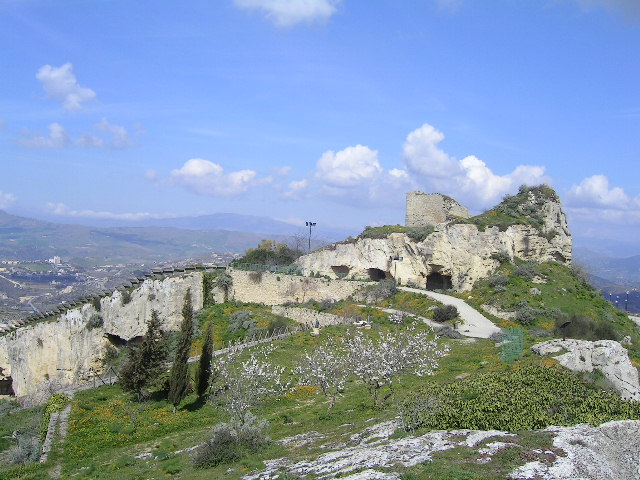
Il castello di Assoro

La planimetria del castello aveva un andamento poligonale irregolare, modulato secondo le forme delle rocce situate alla sommità della rupe. Le mura terminano presso una torre piena a pianta circolare, munite, sino pochi anni addietro, di beccatelli in pietra, quasi una prova dell'influsso spagnolo della famiglia Valguarnera (in catalano: Vallgornera), che dovette intervenire sul castello con opere di restauro. Una seconda muraglia è munita di finestre che guardano verso valle. Un ambiente sotterraneo di passaggio è munito di scala a chiocciola e altri ambienti, il tutto scavato nella roccia con volta a crociera.
Gli altri ambienti sembrano aver avuto la funzione di magazzini, anche a giudicare dalla presenza di canalette di scolo delle acque. Di difficile interpretazione sono lunghe serie di petroglifi lineari, tutti uguali. Il castello doveva svilupparsi, nel suo complesso, oltre l'attuale parco urbano, fino al centro abitato.
Le notizie storiche del castello sono rare, doveva essere una fortificazione bizantina espugnata nel 939 dalla gualdana araba di Chalil. Il castello venne conquistato dai Normanni, e passò, con un atto di vendita firmato da Ruggero II, al vescovo di Catania che ne acquisì il diritto feudale. Pervenne poi a Scaloro I degli Umberti, al quale venne confiscato nel 1340 e affidato al Duca di Randazzo, Giovanni, fedele al partito catalano; nel 1347 l'Umberti venne perdonato e rientrò in possesso del Castrum Asari, dove venne ucciso in una battaglia del 1351. Nel 1364 Federico IV concede il castello e la terra a Matteo d'Aragona, che però muore lo stesso anno senza eredi. Nel 1366 il castello perviene a Antonio Moncada sino al 1397. In Sicilia è sostituito nella signoria di Assoro dai Valguarnera, sino la fine del feudalesimo.
- Palazzo dei Principi di Valguarnera, o "della Signoria", del XV secolo. Ha uno stile catalano ed è collegato alla Chiesa Madre di San Leone da un arco a tutto sesto.

### Architetture religiose
- Chiesa di Santa Maria degli Angeli
La chiesa, con l'annesso convento, venne eretta nel 1622 dai Padri Riformati. Fu la prima edificata ad Assoro, dopo la ribellione protestante che aveva abolito gli edifici di culto[non chiaro]. In questa nuova chiesa mariana trionfa anche lo sfarzo barocco e l'esteriorità della Fede. Di grande interesse l'interno, recentemente restaurato, raro esempio di barocco dipinto. La solenne "scalea", adornata di eleganti colonnine con balconate lapidee, inizia con una massiccia croce (due monoliti incrociati ad incastro, ricavati direttamente dallo scavo della cisterna del chiostro).

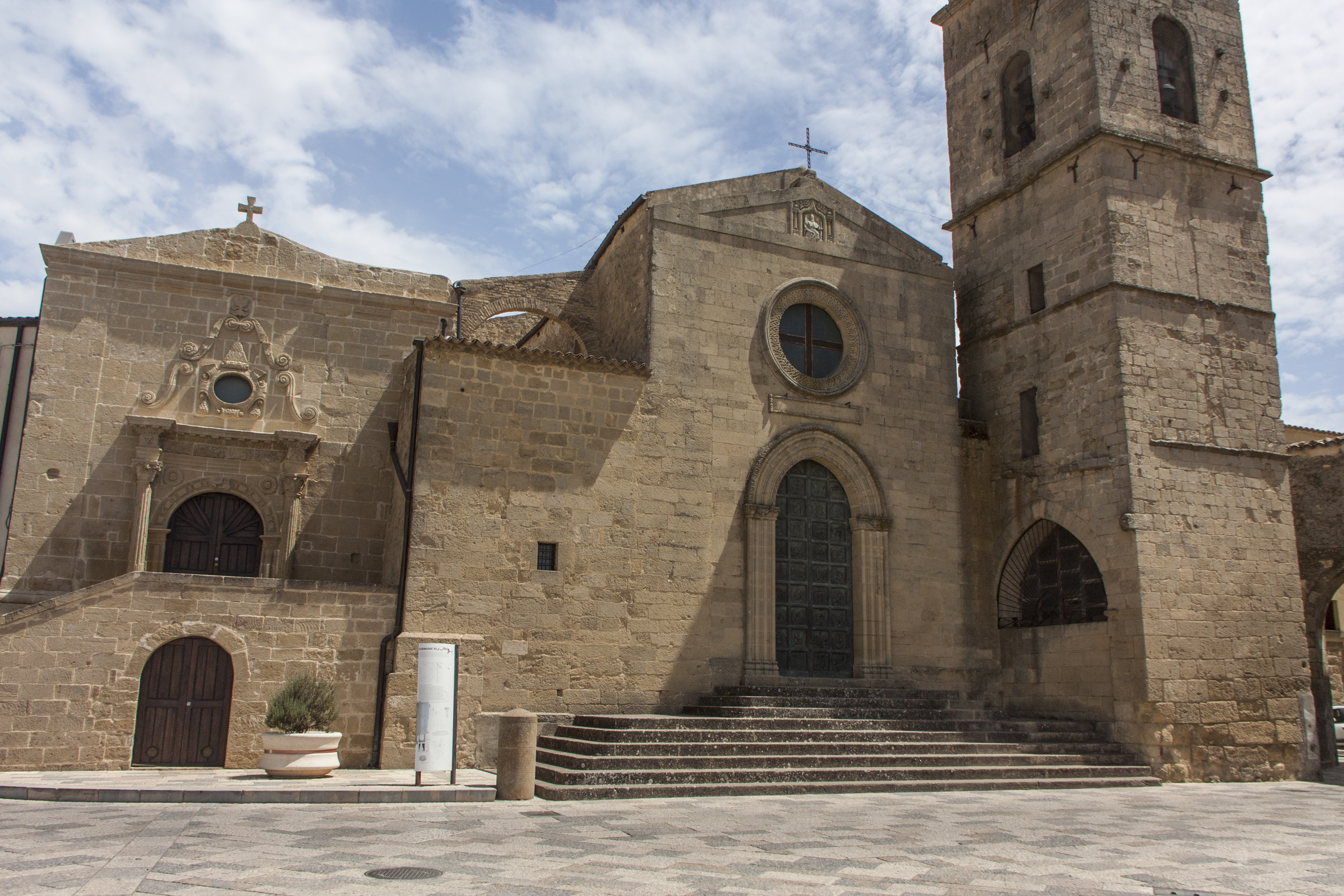
La Basilica di San Leone.

- Basilica di San Leone
La basilica è la chiesa madre di Assoro. Venne eretta nel 1186, monumento nazionale dal 1933. Il sisma dell'11 gennaio 1693, non causò vittime, ma ingenti danni al pronao e alla guglia campanaria, poi sostituita da una specola con orologio fino al 1973.
È composta da cinque navate e tre absidi, un tetto in legno dipinto con capriate. Al suo interno vi sono pregevoli opere in marmo ed un grande crocifisso ligneo di Antonello Gagini, i sepolcri marmorei di Ponzio, Vitale e Giacomo Valguarnera, alcune tele del XIV e XV secolo, una croce processionale in argento e smalti di Vincenzo Archifel.
Ha la dignità di basilica minore.[9]
- Chiesa di Santa Maria Del Carmine, all'inizio dedicata a Santa Petronilla e risalente al XIV secolo. È sede della tomba marmorea di Francesco Valguarnera detta del paladino, della scuola del Gagini. Ha un prospetto romanico e una torre campanaria con bifore.
- Campanile e prospetto di San Biagio, del 1603, nell'antico quartiere greco.
- Chiesa della Mercede.
- Chiesa dei Minori Osservanti.
- Monastero delle Clarisse, (Badia di Santa Chiara), risalente al XV secolo, venne fondato da Virginia Valguarnera. Oggi è sede municipale, con l'archivio storico, la biblioteca comunale e la pinacoteca, situata nella sala consiliare, con quadri di Elio Romano, pittore locale, oltre ad una cinquantina di quadri di pittori contemporanei di diverse scuole siciliane.
- Chiesa dello Spirito Santo, del XIII secolo a tre navate. Ha un portale gotico e un portico esterno.
- Chiesa della Misericordia.
- Chiesa di San Giuseppe.
- Pieve di San Giorgio (XII secolo), nell'omonima frazione.

## Società

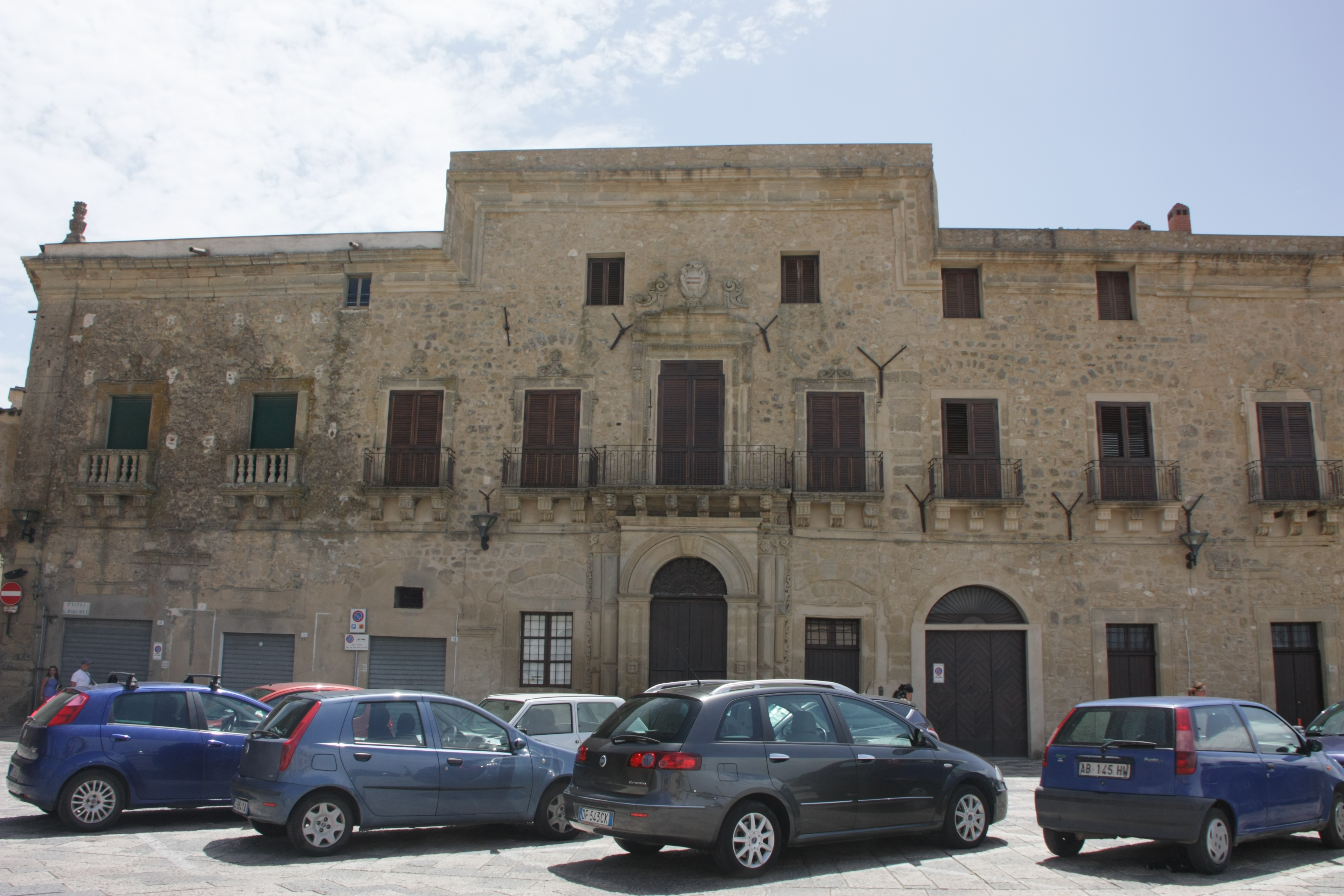
Palazzo dei Principi di Valguarnera

### Evoluzione demografica
Abitanti censiti

### Feste religiose
Venerdì Santo
Processione del Cristo portato a spalla dalla congregazione dei "Nudi" a piedi scalzi con al seguito la congregazione di "Maria Santissima Addolorata". I Nudi sono 64. Il fercolo ha il nome di u Munti. La cerimonia dura dalle 21 alle 4 del mattino. Prima della processione viene celebrata all'interno della chiesa madre, una cerimonia della congregazione "del Crocefisso".
L'Addolorata degli Angioletti
Il mercoledì santo una processione di oltre cinquanta bambini portano i simboli della Passione: la croce, i chiodi, la lancia e la corona di spine dalla chiesa dello Spirito Santo fino alla chiesa Madre.
Festa patronale di Santa Petronilla vergine e martire
Viene celebrata il 29, 30 e 31 maggio.
Festa Maria Santissima degli Angeli
Viene celebrata la terza domenica di agosto con una suggestiva processione. Il fercolo viene portato a spalla dai congreganti a piedi nudi, vestiti di un saio bianco.
Festeggiamenti di San Nicolò da Tolentino
Celebrati il 10 settembre.
Fuga in Egitto
È una sacra rappresentazione avente cadenza settennale. Si svolge il 19 di marzo. La prossima rappresentazione avrà luogo nel 2028.

## Economia
Le zolfare (80 pozzi) di Assoro facevano parte di un complesso industriale che ha garantito al comune stabilità economica fino al dopoguerra. Una delle idee del senatore Edoardo Pantano, nativo di Assoro, e dei suoi collaboratori, era di costruire una ferrovia che avrebbe collegato il comune al nord della Sicilia. La linea che arrivava a Leonforte veniva utilizzata per trasportare gli operai alle miniere, le donne alla lavanderia, e lo zolfo alla stazione di Dittaino; quest'ultimo veniva trasferito a Catania o a Riposto per poi essere esportato in tutto il mondo. L'introduzione di nuovi mezzi di trasporto quali autobus, camion e le automobili hanno fermato l'estrazione, in ritardo rispetto al resto di Europa, bloccandola definitivamente.
In epoca recente, nella parte bassa del territorio comunale, presso il fiume Dittaino e l'omonima Stazione FS, si è sviluppata un'importante zona industriale.

## Amministrazione
Di seguito è presentata una tabella relativa alle amministrazioni che si sono succedute in questo comune.
| Periodo           | Periodo           | Primo cittadino         | Partito                                                                              | Carica  | Note   |
| ----------------- | ----------------- | ----------------------- | ------------------------------------------------------------------------------------ | ------- | ------ |
| 27 marzo 1946     | 11 luglio 1947    | Giuseppe Campoccio      | Democrazia Cristiana                                                                 | Sindaco |        |
| 11 luglio 1947    | 18 febbraio 1950  | Giuseppe Di Vita        | Democrazia Cristiana                                                                 | Sindaco |        |
| 18 febbraio 1950  | 8 giugno 1951     | Nicolò Montagna         | Democrazia Cristiana                                                                 | Sindaco |        |
| 8 giugno 1951     | 20 dicembre 1952  | Gaetano Di Salvo        | Partito Comunista Italiano                                                           | Sindaco |        |
| 20 dicembre 1952  | 11 aprile 1954    | Gaetano Lanieri         | Assessore facente funzione                                                           | Sindaco |        |
| 11 aprile 1954    | 10 novembre 1957  | Giuseppe Pantano        | Democrazia Cristiana                                                                 | Sindaco |        |
| 10 novembre 1957  | 3 dicembre 1960   | Pietro Luigi Ciavirella | Democrazia Cristiana                                                                 | Sindaco |        |
| 3 dicembre 1960   | 14 dicembre 1964  | Carmelo Pantò           | Partito Comunista Italiano                                                           | Sindaco |        |
| 14 dicembre 1964  | 5 febbraio 1965   | Armando Romano          | Movimento Sociale Italiano                                                           | Sindaco |        |
| 5 febbraio 1965   | 1º aprile 1965    | Carmelo Pantò           | Partito Comunista Italiano                                                           | Sindaco |        |
| 1º aprile 1965    | 28 marzo 1966     | Armando Romano          | Movimento Sociale Italiano                                                           | Sindaco |        |
| 28 marzo 1966     | 21 agosto 1969    | Giuseppe Genovese       | Partito Socialista Italiano                                                          | Sindaco |        |
| 21 agosto 1969    | 19 novembre 1970  | Giovanni Russo          | Commissario Regionale                                                                | Sindaco |        |
| 19 novembre 1970  | 30 settembre 1976 | Giuseppe Chirdo         | Partito Comunista Italiano                                                           | Sindaco |        |
| 30 settembre 1976 | 21 ottobre 1978   | Giuseppe Genovese       | Partito Socialista Italiano                                                          | Sindaco |        |
| 21 ottobre 1978   | 4 luglio 1980     | Rosario Capizzi         | Democrazia Cristiana                                                                 | Sindaco |        |
| 4 luglio 1980     | 12 febbraio 1988  | Vincenzo Capizzi        | Partito Socialista Italiano                                                          | Sindaco |        |
| 12 febbraio 1988  | 3 luglio 1989     | Giuseppe Chirdo         | Partito Comunista Italiano                                                           | Sindaco |        |
| 3 luglio 1989     | 3 novembre 1990   | Angelo Bertini          | Democrazia Cristiana                                                                 | Sindaco | [ 11 ] |
| 3 novembre 1990   | 4 giugno 1993     | Antonino Pantò          | Partito Comunista Italiano, Partito Democratico della Sinistra                       | Sindaco | [ 11 ] |
| 4 giugno 1993     | 14 giugno 1994    | Angelo Bertini          | Democrazia Cristiana                                                                 | Sindaco | [ 11 ] |
| 14 giugno 1994    | 26 maggio 1998    | Antonino Pantò          | Partito Democratico della Sinistra                                                   | Sindaco | [ 11 ] |
| 26 maggio 1998    | 23 maggio 2003    | Antonino Pantò          | L'Ulivo                                                                              | Sindaco | [ 11 ] |
| 24 maggio 2003    | 16 giugno 2008    | Giuseppe Assennato      | L'Ulivo                                                                              | Sindaco | [ 11 ] |
| 17 giugno 2008    | 11 giugno 2013    | Giuseppe Capizzi        | centro-destra (PdL, MpA, UdC, Crisas)                                                | Sindaco | [ 11 ] |
| 11 giugno 2013    | 10 giugno 2018    | Giuseppe Bertini        | centro-sinistra (PD, PSI, UdC, Assoro Libera)                                        | Sindaco | [ 11 ] |
| 11 giugno 2018    | 29 maggio 2023    | Antonio Licciardo       | lista civica (Impegno Comune per Assoro), sostenuta da PD, FI e MpA                  | Sindaco | [ 11 ] |
| 30 maggio 2023    | in carica         | Antonio Licciardo       | lista civica (Governiamo Assoro), sostenuta da PD, FI e Democrazia Cristiana Sicilia | Sindaco | [ 11 ] |